# Еуфемінув
Еуфемінув (пол. Eufeminów) — село в Польщі, у гміні Бжезіни Бжезінського повіту Лодзинського воєводства.
Населення — 154 особи (2011).
У 1975-1998 роках село належало до Скерневицького воєводства.

## Демографія
Демографічна структура станом на 31 березня 2011 року:
|          | Загалом | Допрацездатний вік | Працездатний вік | Постпрацездатний вік |
| -------- | ------- | ------------------ | ---------------- | -------------------- |
| Чоловіки | 78      | 15                 | 57               | 6                    |
| Жінки    | 76      | 17                 | 44               | 15                   |
| Разом    | 154     | 32                 | 101              | 21                   |